# La freccia avvelenata
La freccia avvelenata (Charlie Chan at the Race Track) è un film del 1936 diretto da H. Bruce Humberstone basato sul personaggio di Charlie Chan creato da Earl Derr Biggers, ispettore cinese della polizia di Honolulu, interpretato dall'attore di origine svedese Warner Oland.

## Trama
Nella grande corsa ippica di Melbourne, mal condotto dal fantino "Tip" Collins, il cavallo Valanga urta il cavallo avversario Polvere di Stelle e viene squalificato. Il maggiore Gordon Kent, che ha regalato Valanga a George Chester, in seguito al matrimonio di quest'ultimo con sua figlia Catherine, crede che ci sia dietro un grande imbroglio. Così il maggiore invia un telegramma al suo vecchio amico Charlie Chan, chiedendogli di raggiungerlo ad Honolulu mentre si recano a gareggiare in America. Durante il viaggio, Kent muore, apparentemente proprio preso a calci da Valanga.
Chan avvia l'indagine sulla morte di Kent e determina dalla posizione e dalla forma degli schizzi di sangue nella stalla che il cavallo non ha potuto prendere a calci il maggiore. Infatti, rivela, un pezzo dell'argano della nave, di cui manca il gemello, può avere lasciato la stessa orma di uno zoccolo di cavallo, sul corpo di Kent. Il capo di Chan suggerisce che, per evitare di tenere la nave in porto fino alla fine delle indagini, il detective viaggi con la barca fino a dipanare la matassa.
A bordo della nave, Chester riceve una nota dattiloscritta che lo avvisa di non iscrivere Valanga alla corsa di Santa Juanita. Il figlio di Chan, Lee, che contro le richieste di suo padre, è salito sulla nave come inserviente, scopre che il biglietto è stato battuto sulla macchina del rivale del maggiore Kent, Warren Fenton. Su istruzione di Chan, Lee fa in modo che anche altri passeggeri ricevano il biglietto: Fenton stesso, che aveva offerto a Chester 20000 $ per il cavallo; Bruce Rogers, l'assistente di Kent, che è innamorato della figlia di Fenton, Alice; il giocatore d'azzardo Denny Barton, che ama anch'esso Alice; e Chester nuovamente.
Scoppia un incendio nella stiva in cui si trova Valanga. Viene velocemente domato, ma Chester lo interpreta come un ennesimo avvertimento, Chan invece è convinto si tratti di un diversivo. Chester richiede la sua pistola e, mentre la ricarica, apparentemente in modo involontario, ferisce Chan alla gamba.
Terminato la crociera, e giunti a Los Angeles, Chan nota che Caramella, la scimmia di Jones, che aveva precedentemente a bordo una nave, ha provocava l'innervosimento di Valanga, ora fa lo stesso effetto su Cavaliere Galante, mentre Valanga sembra non risentire della presenza della scimmia. Chan ora si rende conto che lo scopo del fuoco a bordo della nave era quello di fornire una copertura mentre i due cavalli venivano scambiati. Il cavallo di Fenton potrebbe quindi vincere la gara imminente a quote molto alte. La truffa, che prevedeva l'uso della tintura nera per coprire una macchia bianca sul naso di Cavaliere Galante, è stato ideato dall'allenatore di Valanga, Bagley, in combutta con una banda di giocatori d'azzardo.
Il giorno della gara, Chan e Lee vengono rapiti dai membri della banda di gioco. Ma riescono a fuggire, e, giunto alla pista, Chan entra di soppiatto nelle stalle e cambia i cavalli. Bagley, notando lo scambio fatto da Chan, chiama il covo dei giocatori d'azzardo, e viene arrestato mentre lo fa. All'inizio della gara, Al Meers, un dipendente di pista che è in combutta con i giocatori d'azzardo, sostituisce il dispositivo di cronometraggio, con uno dotato di un dardo, impostato per sparare al cavallo in testa alla gara. Appena Valanga, che è in testa, passa innanzi al dispositivo, il cavallo viene colpito dal dardo, ma Valanga vince comunque la gara, collassando sul traguardo. Mentre una folla circonda Valanga, qualcuno fa sparire il dardo incriminato. Chan, annunciando che Valanga sta bene, e riunisce Denny, Bagley, Meers, Chester e Fenton. Quando il dardo viene trovato nella tasca di Fenton, Fenton accusa Denny di averlo messo lì, ma Chester accusa Fenton di voler comprare Valanga e di aver ucciso il vecchio Kent con l'argano perché questo aveva notato che i cavalli erano stati scambiati.
Chan ricorda però che nessuno a parte lui, il suo capo, il capitano della nave e l'assassino sapeva della scarpa dell'argano. Il detective dice di aver sempre sospettato Chester poiché egli ha ammesso di aver subito forti perdite di gioco; ed inoltre non usò gli occhiali da lettura quando ricevette la prima lettera minatoria. Tuttavia, li usò invece per leggere la seconda lettera, che Lee aveva battuto a macchina; questo perché Chester aveva scritto lui stesso la prima e sapeva cosa diceva. Spedì la nota minacciosa a se stesso per eliminare i sospetti. Come prova ulteriore, Chan fa notare la fresca macchia di sangue di Valanga, lasciata dal dardo nella fodera della tasca di Chester.
Dopo che Chester è stato portato via dalle autorità, Fenton confessa di aver saputo dello scambio dei cavalli da sempre e dice al giudice di gara che ritirerà la sua scuderia dalla pista. Bruce Rogers afferma di aver vinto abbastanza soldi per arredare un appartamento per sé e Alice.

## Produzione
Le riprese del film durarono dal 18 maggio al 15 giugno 1936 e si svolsero presso gli studi 20th Century Fox Studios di Los Angeles, mentre gli esterni furono girati all'ippodromo di Santa Anita Park & Racetrack, sempre a Los Angeles.

## Distribuzione
Distribuito dalla Twentieth Century Fox Film Corporation, il film uscì nelle sale cinematografiche USA, con la prima a New York City il 7 agosto 1936.